# مارتي بيرجمان
مارتي بيرجمان هو أحيائي كندي، ولد في 19 فبراير 1956، وتوفي في 20 أغسطس 2011.